# 서천읍
서천읍(舒川邑)은 대한민국 충청남도 서천군의 읍이다.

## 개요
서천읍은 예부터 그 호칭이 다양하게 사용되었던 지역이다. 삼국시대부터 설림(舌林), 서림(西林), 서주(西州), 남양(南陽)으로 불리다가, 1917년 11월 1일 남양면을 서천면으로 고치고, 1979년 5월 1일 대통령령에 의하여 서천읍이 되었다. 지형적으로는 남쪽 정면으로 남산(南山)이 있으며, 우측으로는 거북바위가 있는 구암리, 좌측으로는 세갈래 물줄기가 만난다는 삼산리의 드넓은 평야가 자리하고 있으며 서천군청이 있고 군단위 행정과 군지역의 경제ㆍ교통의 중심지이다. 특히, 서해안 고속도로가 소재지를 지남으로 서해안시대 물류이동 중심지로의 탈바꿈과 관광수요 증가, 지역경제 활성화의 계기가 되고 있다. 이에 맞추어 서천특화시장 조성, 농공단지 활성화, 친환경적 관광 이벤트 및 농산물 브랜드 등을 적극적으로 개발운영, 지역산업육성을 도모하고 있다.

## 행정 구역
- 구암리(九巖里)
- 군사리(郡司里): 서천군청 및 서천읍 행정복지센터 소재지
- 남산리(南山里)
- 동산리(同山里)
- 두왕리(斗旺里)
- 둔덕리(屯德里)
- 사곡리(寺谷里)
- 삼산리(三山里)
- 신송리(新松里)
- 오석리(烏石里)
- 태월리(台月里)
- 화금리(花衿里)
- 화성리(花城里)